# Anežka Bernauerová
Anežka Bernauerová (německy Agnes Bernauer, 1410 asi u Augsburgu – 12. října 1435 u Straubingu) byla milenka a snad i první manželka bavorského vévody Albrechta III. Byla dcerou lazebníka Kašpara Bernauera, sama pracovala jako lazebnice. Byla prý nadpozemsky krásná, plavovlasá, modrooká a s průsvitnou pletí. O jejím životě se ví velmi málo. Spekuluje se, že se za svého milence, bavorského vévodu Albrechta III., provdala, ačkoli byla chudá a neurozená. Albrecht se odmítl s Anežkou rozejít, i když na něj byl jeho otcem Arnoštem činěn silný nátlak. Nakonec dal Albrechtův otec Anežku roku 1435 utopit v Dunaji jako čarodějnici.